# Tommaso D’Orsogna
Tommaso William D’Orsogna (* 29. Dezember 1990 in Perth) ist ein ehemaliger australischer Schwimmer. Er erhielt bei Olympischen Spielen eine Bronzemedaille. Bei Weltmeisterschaften erschwamm er einmal Silber und einmal Bronze auf der 50-Meter-Bahn sowie dreimal Silber und fünfmal Bronze auf der 25-Meter-Bahn. Hinzu kamen zwei Goldmedaillen sowie je eine Silber- und Bronzemedaille bei Commonwealth Games.

## Karriere
Der 1,90 Meter große Tommaso D’Orsogna schwamm für den West Coast Swim Club in Perth.

### 2008 bis 2011 mit Weltmeisterschaftsbronze 2009
Bei den Juniorenweltmeisterschaften 2008 erreichte D’Orsogna den fünften Platz über 100 Meter Freistil. Im Jahr darauf bei den Weltmeisterschaften 2009 in Rom belegte die australische 4-mal-100-Meter-Freistilstaffel mit Matthew Abood, Matt Targett, Andrew Lauterstein und Tommaso D’Orsogna den achten Platz. Über 200 Meter Lagen schied D’Orsogna als 18. der Vorläufe aus. Die 4-mal-200-Meter-Freistilstaffel mit Kenrick Monk, Robert Hurley, Tommaso D’Orsogna und Patrick Murphy belegte den dritten Platz hinter den Staffeln aus den Vereinigten Staaten und aus Russland, wobei die Russen zweieinhalb Sekunden vor den Australiern anschlugen. Für ihren Einsatz im Vorlauf erhielten auch Kirk Palmer und Nick Ffrost eine Bronzemedaille.
Im August 2010 bei den Pan Pacific Swimming Championships 2010 in Irvine belegte D’Orsogna den achten Platz über 200 Meter Lagen. Im Oktober fanden die Commonwealth Games in Neu-Delhi statt. D’Orsogna schwamm über 100 Meter Freistil auf den sechsten Rang. Die 4-mal-100-Meter-Freistilstaffel mit Kyle Richardson, Eamon Sullivan, Tommaso D’Orsogna und James Magnussen siegte mit über einer Sekunde Vorsprung vor den Engländern. Cameron Prosser erhielt für seinen Vorlaufeinsatz ebenfalls Gold. Im Dezember bei den Kurzbahnweltmeisterschaften in Dubai wurde D’Orsogna Siebter über 200 Meter Freistil. Die 4-mal-100-Meter-Freistilstaffel belegte den fünften Platz. Ebenfalls Fünfte wurde die 4-mal-200-Meter-Freistilstaffel. Über 200 Meter Lagen erreichte D’Orsogna ebenfalls das Finale und wurde Achter, nur über 100 Meter Lagen schied er im Halbfinale aus. Mit der Lagenstaffel erreichte er das Finale, dort wurde die Staffel ohne ihn Fünfte. 2011 bei den Weltmeisterschaften in Shanghai war D’Orsogna nur im Vorlauf der 4-mal-200-Meter-Freistilstaffel dabei. Im Finale wurden Thomas Fraser-Holmes, Kenrick Monk, Jarrod Killey und Ryan Napoleon Fünfte.

### 2012 mit Olympiabronze
Bei den Olympischen Spielen 2012 in London schwamm die 4-mal-100-Meter-Freistilstaffel im Vorlauf mit Cameron McEvoy, James Roberts, Tommaso D’Orsogna und James Magnussen die schnellste Zeit. Im Endlauf waren James Magnussen, Matt Targett, Eamon Sullivan und James Roberts 0,66 Sekunden schneller als die Vorlaufstaffel, schlugen aber erst als Vierte an mit 0,22 Sekunden Rückstand auf die drittplatzierten Russen. Im Vorlauf der Lagenstaffel waren Hayden Stoeckel, Brenton Rickard, Matt Targett und Tommaso D’Orsogna das viertschnellste Quartett. Im Endlauf schwammen Hayden Stoeckel, Christian Sprenger, Matt Targett und James Magnussen über zwei Sekunden schneller als im Vorlauf und wurden Dritte hinter der Staffel aus den Vereinigten Staaten und den Japanern.
Im Dezember 2012 bei den Kurzbahnweltmeisterschaften in Istanbul erschwamm die 4-mal-100-Meter Freistilstaffel mit Tommaso D’Orsogna, Kyle Richardson, Travis Mahoney und Kenneth To die Bronzemedaille hinter dem US-Quartett und den Italienern. Die 4-mal-200-Meter-Freistilstaffel mit Tommaso D’Orsogna, Jarrod Killey, Kyle Richardson und Robert Hurley wurde Zweite mit 0,89 Sekunden Rückstand auf die Staffel aus den Vereinigten Staaten. Travis Mahoney erhielt Silber für seinen Vorlaufeinsatz. Über 100 Meter Freistil siegte der Russe Wladimir Morosow mit über einer Sekunde Vorsprung. Tommaso D’Orsogna wurde Zweiter mit einer Hundertstelsekunde Vorsprung vor dem zweiten Russen Jewgeni Lagunow. Zum Abschluss der Wettbewerbe gewann die 4-mal-100-Meter-Lagenstaffel mit Robert Hurley, Kenneth To, Grant Irvine und Tommaso D’Orsogna Bronze hinter dem US-Team und den Russen.

### 2013 bis 2016 mit Weltmeisterschaftssilber 2013
Bei den Weltmeisterschaften 2013 in Barcelona trat D’Orsogna im Einzelwettbewerb über 100 Meter Schmetterling an, schied aber mit der 19. Vorlaufzeit aus. Die 4-mal-100-Meter-Freistilstaffel mit James Magnussen, Cameron McEvoy, Tommaso D’Orsogna und James Roberts schlug 0,4 Sekunden nach den siegreichen Franzosen an und belegte damit den vierten Platz. Auch in der 4-mal-100-Meter-Lagenstaffel siegten die Franzosen. 0,13 Sekunden dahinter erschwammen Ashley Delaney, Christian Sprenger, Tommaso D’Orsogna und James Magnussen Silber. Kenneth To und Cameron McEvoy erhielten für ihren Vorlaufeinsatz ebenfalls eine Medaille.
Bei den Commonwealth Games im Juli 2014 in Glasgow siegte die 4-mal-100-Meter-Freistilstaffel mit Tommaso D’Orsogna, Matthew Abood, James Magnussen und Cameron McEvoy mit fast zwei Sekunden Vorsprung vor den Südafrikanern. Über 100 Meter Freistil erschwammen die Australier alle Medaillen, Magnussen gewann vor McEvoy und D’Orsogna. Über 100 Meter Schmetterling wurde D’Orsogna Fünfter mit drei Hundertstelsekunden Rückstand auf seinen viertplatzierten Landsmann Jayden Hadler. Einen Monat später bei den Pan Pacific Championships in Gold Coast belegte D’Orsogna den vierten Platz über 100 Meter Schmetterling. Die 4-mal-100-Meter-Freistilstaffel mit McEvoy, Abood, Magnussen und D’Orsogna siegte mit einer halben Sekunde Vorsprung vor dem Quartett aus den Vereinigten Staaten. Die Lagenstaffel mit Mitch Larkin, Jake Packard, Tommaso D’Orsogna und Cameron McEvoy wurde Dritte hinter dem US-Team und den Japanern. Bei den Kurzbahnweltmeisterschaften 2014 in Doha wurde die australische 4-mal-100-Meter-Freistilstaffel Fünfte. Über 100 Meter Schmetterling erkämpfte D’Orsogna Bronze hinter dem Südafrikaner Chad Le Clos und Tom Shields aus den Vereinigten Staaten. Über 100 Meter Freistil  siegte der Brasilianer César Cielo vor dem Franzosen Florent Manaudou und dem Russen Danila Isotow, mit 0,04 Sekunden Rückstand auf Isotow wurde Tommaso D’Orsogna Vierter. Zum Abschluss der Wettbewerbe schlug die australische Lagenstaffel als Sechste an.
2015 bei den Weltmeisterschaften in Kasan schied D’Orsogna mit der 4-mal-100-Meter-Freistilstaffel und über 100 Meter Freistil im Vorlauf aus. Über 100 Meter Schmetterling wurde er 15. im Halbfinale.
2016 konnte sich Tommaso D’Orsogna nicht für die australische Olympiamannschaft qualifizieren. Ende des Jahres nahm er aber noch an den Kurzbahnweltmeisterschaften in Windsor teil. Zusammen mit Brayden McCarthy, Daniel Smith und David Morgan gewann er Bronze in der 4-mal-100-Meter-Freistilstaffel. Über 100 Meter Schmetterling siegte wie zwei Jahre zuvor Chad Le Clos vor Tom Shields. 0,27 Sekunden hinter Shields erkämpfte Morgan seine zweite Bronzemedaille, D’Orsogna schlug als Achter an. Über 100 Meter Freistil gewann D’Orsogna die Bronzemedaille hinter dem Litauer Simonas Bilis und dem Japaner Shinri Shioura. Die australische 4-mal-50-Meter-Lagenstaffel belegte den fünften Platz. Die 4-mal-100-Meter-Lagenstaffel mit Mitch Larkin, Tommy Sucipto, David Morgan und Tommaso D’Orsogna erreichte das Ziel als Zweite hinter der russischen Mannschaft.